# Yehuda Vach
Yehuda Vach, né en 1979 à Kiryat Arba, est un militaire de l'armée de l'État d'Israël, commandant durant la guerre à Gaza depuis 2023.

## Jeunesse et éducation
Yehuda Vach nait à Kiryat Arba, une colonie israélienne de Cisjordanie dirigée par son père. Il a onze frères et sœurs.
Il suit les cours de l’académie pré-militaire (Yeshivat hesder (en)) Bnei David à la colonie d’Eli où le rabbin Giora Redel enseigne que « l’idéologie de Hitler était à 100 % correcte, mais il visait la mauvaise cible » : il aurait dû exterminer les musulmans.
Sylvain Cypel dans le journal Orient XXI le rattache au courant du judaïsme messianique et fasciste

## Carrière militaire
En 2019, il critique la politique de construction du mur de séparation autour de la Cisjordanie comme symptôme d’une « nation qui vit dans la peur, et les projets de fortification [maintiennent] la peur plus qu’elles ne donnent de la force ». Il défend l'annexion des territoires palestiniens occupés.

### Guerre de Gaza
Le journal Haaretz a publié deux enquêtes sur lui en janvier 2025, ainsi qu’un éditorial,,, détaillant ses agissements pendant la guerre de Gaza.
Il ordonne la destruction de l'hôpital de l'amitié turco-palestinienne construit par la Turquie, sans l'autorisation de sa hiérarchie. Cet hôpital, déjà mis hors d'usage par les bombardements israéliens, était le seul à traiter les cancers.
En Israël, il reçoit de nombreux reproches : ses soldats se plaignent d’avoir été mis en danger par ses ordres, demandant des assauts dans des zones insuffisamment préparées. Les mêmes rapportent son attitude impitoyable envers les Gazaouis et l’autorisation donnée à son frère Golan Vach de venir détruire des maisons de Gaza avec une petite force appelée « Pladot Heavy Engineering Equipment ». Les membres de cette force, composée de soldats et de civils, principalement religieux, ont un statut indéfini, mais l'objectif revendiqué d'« aplatir Gaza aussi vite que possible ».
Il autorise aussi les civils israéliens à pénétrer la bande de Gaza pendant les opérations. Il commande la 252e division blindée dans le couloir de Netzarim et ordonne des attaques contestées, de août à novembre 2024. L’armée israélienne a lancé une enquête à propos du nombre élevé de morts dans l’assaut sur Zeitoun. Plusieurs témoignages affirment qu’il a empêché des camions d’aide humanitaire d’entrer dans Gaza, en en faisant même un axe de sa politique ; un convoi a même été touché par des bombes dans sa zone. Amnesty International, dans son rapport visant à documenter l'existence d'un génocide à Gaza, évoque à plusieurs reprises le corridor de Netzarim. 
Il commande l’unité responsable du massacre des ambulanciers de Rafah en mars 2025, où au moins 15 personnes travaillant pour des organisations humanitaires ont été tuées par l’armée israélienne. Au corridor de Netzarim, il ordonne à ses soldats de tirer à vue sur les Palestiniens qui tenteraient d’approcher. Les cadavres sont laissés à l’air libre et dévorés par les chiens,. L’armée israélienne estime à plus de 200 morts le nombre de Palestiniens abattus de cette manière à cet endroit, dont moins de dix membres du Hamas. La 90e division opère de même.
Il organise également une course à pied pour ses soldats, de la frontière de Gaza à la mer, sans gilet pare-balle, qui a été interdite.
Selon lui, « il n’y a pas d’innocents à Gaza [...] tout le monde est terroriste »,,. Selon Orient XXI, il est représentatif de « la dynamique de radicalisation rapide des forces armées dans leurs actions contre la population civile dans le cadre de guerres sans merci [...] qui propulse à des postes de commandement et de direction ceux qui sont déterminés à exterminer »
.
La fondation Hind Rajab a déposé une plainte à son encontre auprès de la cour pénale internationale pour génocide, crimes de guerre et crimes contre l’humanité,,.